# جشمة نسه اي بنستان (سادات محمودي)
جشمة نسه اي بنستان (بالفارسية: چشمه نسه‌ای بنستان) هي قرية تقع في إيران في قسم سادات محمودي الريفي. يقدر عدد سكانها بـ 22 نسمة .